# Dampfschifffahrt auf dem Bodensee
Während des knapp 150-jährigen Zeitraums der Dampfschifffahrt auf dem Bodensee änderte sich das Erscheinungsbild der Dampfschiffe mehrfach auf Grund veränderter Bedingungen und Aufgaben – Form follows function: Vom Frachtschiff-Glattdecker zum kombinierten Fracht- und Passagierdampfer bis zum Zweideck-Salondampfschiff. Der technische Fortschritt führte außerdem zu konstruktiven Veränderungen der Dampfmaschine, des Schaufelrads und des Rumpfs der Schiffe. Prägendes Merkmal war bei 70 von insgesamt 75 Dampfschiffen der Seitenradantrieb.

## Geschichte

### Der erste Versuch scheiterte
Am 29. April 1818 unternahm das erste Dampfschiff auf dem Bodensee, die Stephanie, seine Jungfernfahrt von Konstanz nach Meersburg. Die Rückfahrt schaffte sie wegen der schwachen Maschine nicht mehr und musste von den Passagieren nach Konstanz zurückgerudert werden. Der Bauherr Johann Caspar Bodmer entzog sich seinen Gläubigern durch die Flucht ins Königreich Württemberg.

### Erste Epoche ab 1824: Die Dampfboote der privaten Gesellschaften

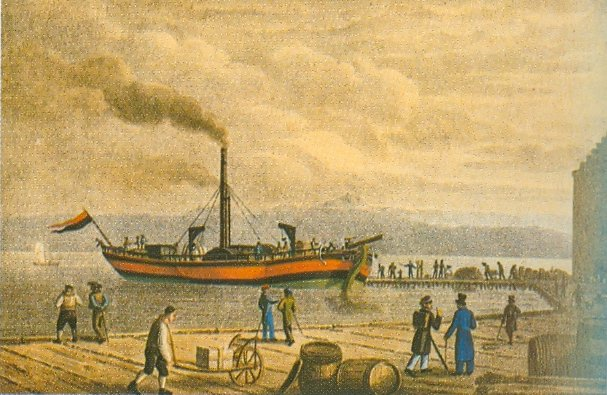
Mit der Wilhelm begann die Dampfschifffahrt auf dem Bodensee.

Die Bodensee-Dampfschifffahrt begann mit der württembergischen Wilhelm, die 1824 in Konkurrenz zu den zahlreichen Lastsegelschiffen (Lädinen und Segnern) trat. Sie und weitere Dampfboote übernahmen zunächst deren Aufgaben und beförderten in Säcken, Fässern und Kisten verpackte Güter, Holz und Sandsteine, Klein- und Großvieh sowie Personen, meistens Händler. Immer wichtiger wurde die Beförderung von Seepost.
Der bauchige, etwa 30 m lange Glattdeckrumpf des neuen Schiffstyps war anfangs aus Eichenholz, die Form orientierte sich an Hochsee-Segelschiffen. Die Dampfmaschine hatte einen hohen, mehrfach verstagten Schornstein. Zwei Radkästen verdeckten die Schaufelräder und vergrößerten die Schiffsbreite auf das Doppelte. Größere Aufbauten gab es keine, stattdessen eine Stoffabdeckung über dem Achterdeck. Einige Dampfboote hatten noch zwei Masten mit Fock- und Gaffelsegel. Der Kapitän stand bei Manövern auf einem der Radkästen und rief dem Maschinisten unter Deck und den Matrosen die Kommandos des für den nautischen Bereich zuständigen Steuermanns auf dem Heck zu. Im Laufe der ersten Epoche wurden die beiden Radkästen zunächst durch eine schmale Brücke verbunden. Durch einen längeren Schiffsrumpf, ab 1838 aus Eisen, wirkten die Boote schmaler. Die Länge (bis 55 m) war durch die engen Häfen und der Tiefgang durch den niedrigen Wasserstand im Winter begrenzt. Um größere Mengen befördern zu können, nahm man bis zu acht Lastkähne in Schlepp. Der Bugspriet war oft mächtig und reichlich verziert. Am Bug befanden sich neben Ankerwinde und Schiffsglocke auch eine Signalkanone. Die Ruderpinne am Heck wurde bald von einem Steuerrad auf dem Achterdeck ersetzt. Eigner der Dampfboote waren drei private Gesellschaften mit den Heimathäfen Konstanz, Friedrichshafen und Lindau. Eines der letzten Schiffe dieser Epoche, die Stadt Constanz, erreichte nach zwei Umbauten die längste Einsatzzeit eines Bodenseeschiffes: 145 Jahre, von 1840 bis 1985.
In Schaffhausen wurde 1850 die Schweizerische Dampfboot-Aktiengesellschaft als kantonales Unternehmen gegründet. Ihre Schiffe verkehrten von Schaffhausen nach Konstanz und fuhren auch auf dem Obersee. 1857 wurde die Gesellschaft von der Schweizerischen Nordostbahn übernommen. Als die Nordostbahn 1863 den Schiffsverkehr zwischen Schaffhausen und Konstanz einstellte, regten sich in der Bevölkerung Proteste. Bereits ein Jahr später wurde die Schweizerische Dampfbootgesellschaft für den Untersee und Rhein gegründet, die heute als Schweizerische Schifffahrtsgesellschaft Untersee und Rhein firmiert.

### Zweite Epoche ab 1863: Die Dampfschiffe der Ländereisenbahnen

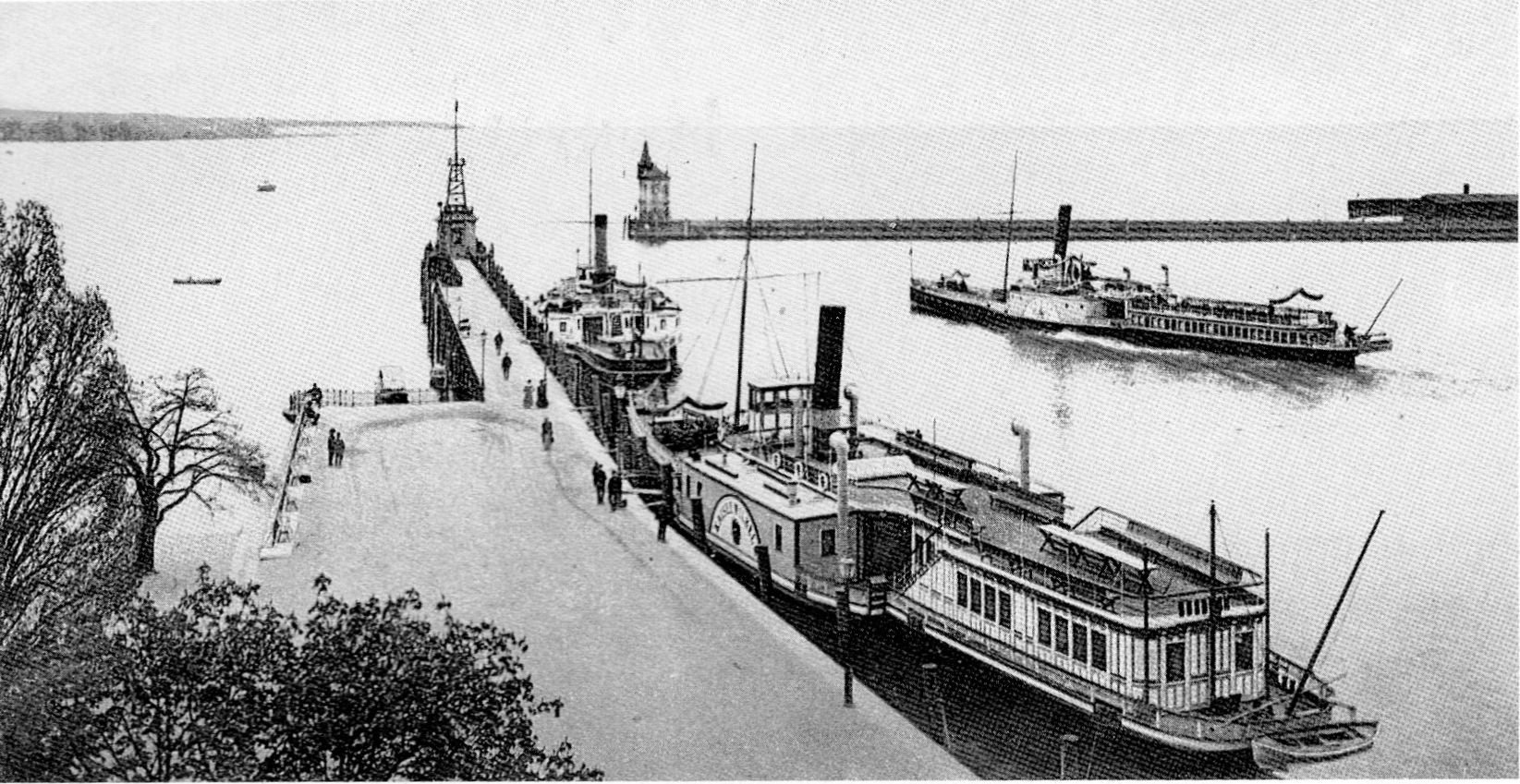
Die Kaiser Wilhelm im Vordergrund war das erste Decksalondampfschiff auf dem Bodensee, die auslaufende Greif war das erste Halbsalondampfschiff.

Im Laufe der ersten Epoche bauten die drei deutschen Südländer neue Eisenbahnstrecken an den Bodensee, die in den Hafenbereichen von Friedrichshafen, Lindau und Konstanz endeten. Die Schweiz verband die Häfen von Romanshorn, Rorschach und Schaffhausen mit dem Hauptnetz. Zuletzt schloss Österreich den neuen Bregenzer Hafen an. Bis 1901 mit dem Abschnitt Überlingen–Friedrichshafen der Bahnstrecke Stahringen–Friedrichshafen die letzte Lücke geschlossen wurde, war es die neue Aufgabe der Schiffe, die Verbindungen für Zugreisende und Güter herzustellen. Deshalb übernahmen die staatlichen Eisenbahngesellschaften der drei deutschen Länder zwischen 1847 und 1863 die privaten Gesellschaften mit deren Schiffsbestand und erweiterten ihn.
Für das Erscheinungsbild, bedeutete dies, dass die Glattdeckdampfer als fast reine Frachtschiffe nach und nach verschwanden und ab 1877 von kombinierten Fracht- und Passagierdampfschiffen in der für den Bodensee typischen Art des Halbsalondampfschiffs abgelöst wurden. Im Gegensatz zu den auf Mittelrhein, Donau und den Schweizer Seen üblichen Decksalonschiffen mit den Passagierräumen auf der Hauptdeckebene, war bei diesem Schiffstyp der Hecksalon bis zur Unterkante der Fenster in den Rumpf abgesenkt. Dadurch wurde die Windangriffsfläche bei Stürmen reduziert und die Sicherheit erhöht. Der Aufbau beschränkte sich auf den Hecksalon, auf dem sich ein offenes Promenadendeck befand. Mittschiffs stand ein erhöhter Ruderstand auf einer Brücke über dem Eingangsbereich des Schiffes. Zwischen den Radkästen war durch eine Öffnung im Hauptdeck die Kurbelwelle der Dampfmaschine sichtbar. Das Vorschiffdeck war der Fracht vorbehalten, der düstere Bugraum den einfachen Fahrgästen. Im Gegensatz zu ihren Vorgängern hatten die Schiffe jetzt alle einen Vormast mit Rah zur Signal- und Lichterführung, teilweise auch mit der Takelage für ein Gaffelsegel. Am Heck und/oder auf den Radkästen befanden sich ein bis zwei Rettungsboote an Davits und Rettungsringe an der Reling. Die Glattdecker auf dem Obersee wurden bald entweder ausgemustert oder mit Aufbauten versehen. Wegen der Brückenpassagen hielten sich die flachen Schiffe mit halbversenkten Radkästen, klappbarem Schornstein und geringem Tiefgang auf Untersee und Rhein am längsten.

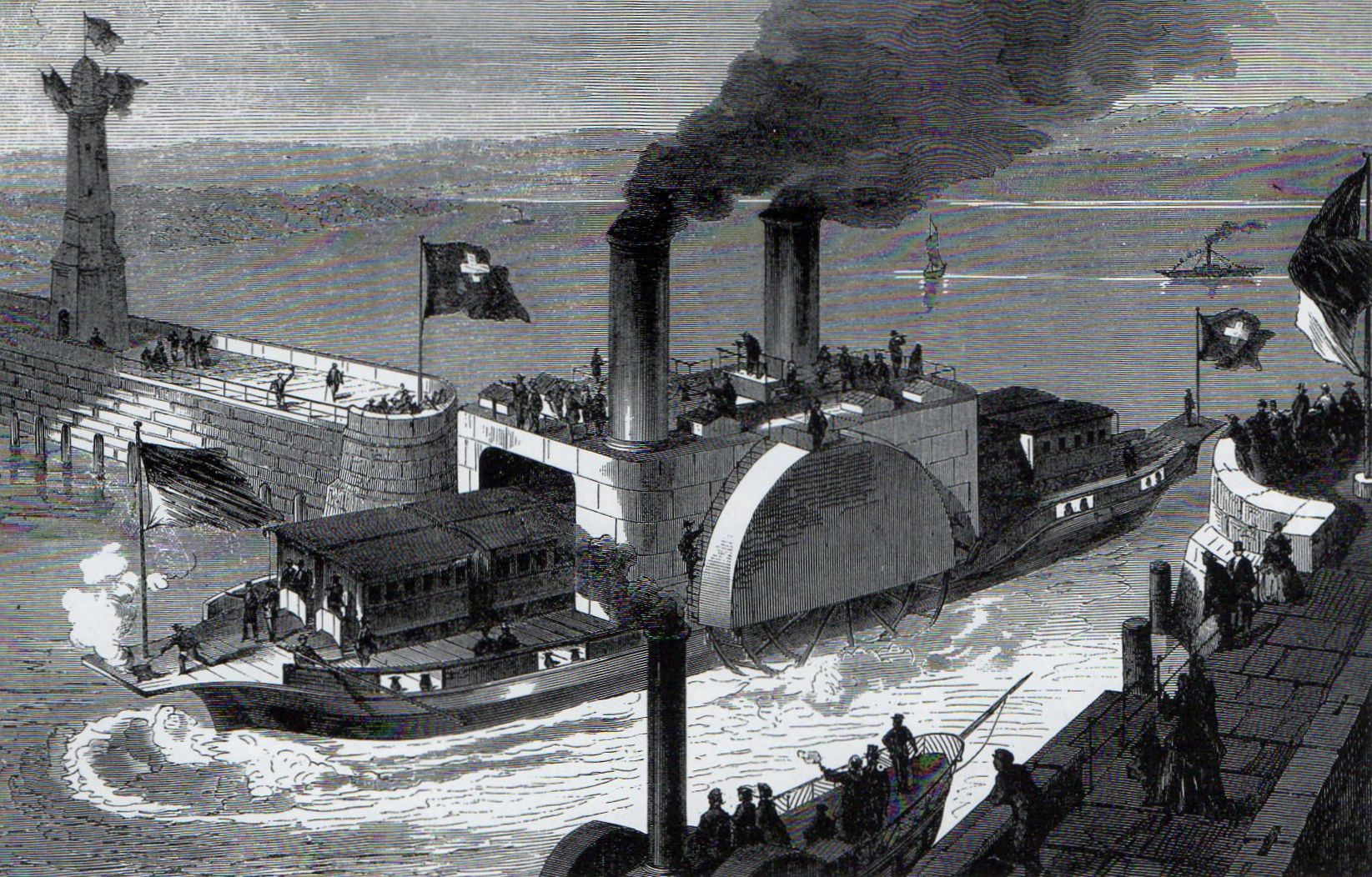
Die Dampftrajekte, hier der „Kohlenfresser“, beförderten auch Personenzüge.

Schon das erste Schiff der neuen Generation, der Decksalondampfer Kaiser Wilhelm, zog mit seinem repräsentativen Komfort im historistischen Stil Staatsgäste und immer mehr Touristen an. Die Farbgebung der Schiffe war nicht einheitlich und wechselte häufig. Der Schornstein wurde farblich und mit Emblemen ebenso landestypisch gestaltet wie der Klipperbug und das Heckschanzkleid von Schweizer Schiffen. Ein weiterer Trend in dieser Phase waren maritime Adaptionen, wie der negative Vorsteven, Windhutzen und der zweite Mast mit einer Gaffel für die Landesfahne.
Eine besondere Rolle spielten in dieser Epoche die drei zwischen 1885 und 1892 gebauten „Kaiserschiffe“ der österreichischen Staatsbahnen. Diese komfortablen Schiffe mit elektrischer Beleuchtung und gehobener Bordküche schlossen die Lücke im europäischen Schienennetz Paris/Strassburg – Innsbruck/Wien zwischen Konstanz und Bregenz mit einem Schnellkurs von nur zwei Stunden Dauer.
Ganz anders entwickelte sich der Gütertransport über den Bodensee mit Schwerpunkt zwischen Friedrichshafen und Romanshorn. Anstatt die Fracht zweimal umzuladen, wurden bis zu acht Güterwagen ab 1869 komplett auf offenen, zweigleisigen Trajektkähnen befördert, die von Kursschiffen oder Schleppern gezogen wurden. Eine Steigerung stellten die beiden Dampftrajekte mit zwei Schornsteinen dar, die mit 70 m Länge und 18 m Breite die größten Schiffe waren, die den Bodensee je befuhren und die mit zwei Schleppkähnen einen ganzen Güterzug befördern konnten. Die Kursschiffe wurden verstärkt zur Beförderung von Seepost eingesetzt, nach 1882 beförderten sie als Postschiffe auch Schiffspost.
Als weiterer Schiffstyp entstand in dieser Epoche die Dampfyacht. Eigner des ersten privaten „Vergnügungsdampfers“ auf dem Bodensee war Eugen Zardetti aus Bregenz. Im Vergleich zu den damaligen Raddampfern war seine Dampfjacht Passe Temps eleganter und wendiger.

### Dritte Epoche ab 1901: Konkurrenz durch die Eisenbahn

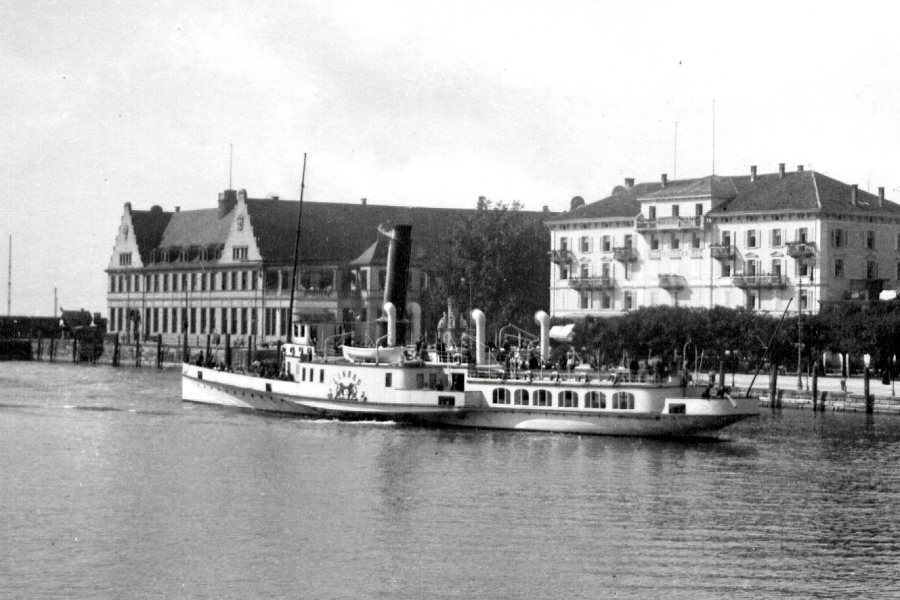
Die Lindau war ein bayerisches Halbsalondampfschiff. Deutlich ist der abgesenkte Hecksalon zu erkennen.

Die 1901 vollendete Bahnstrecke Stahringen–Friedrichshafen ermöglichte es, fast alle Orte am See per Bahn direkt zu erreichen. Dadurch reduzierte sich einerseits das Fracht- und Fahrgastaufkommen der Schiffe, später noch verstärkt durch den Straßenverkehr, andererseits kamen mit der Bahn immer mehr Touristen aus den Ballungsgebieten an den Bodensee. Dies bewirkte eine weitere Funktionsänderung hin zu Ausflugsschiffen, was wiederum das Aussehen veränderte. Von 1890 bis 1913 wurden zehn ältere Schiffe durch 21 moderne Neubauten ersetzt. Bei allen wurde das Fassungsvermögen und die maximale Geschwindigkeit erhöht. Das Zweideck-Doppelsalondampfschiff Stadt Bregenz blieb bei einer Größe für 1000 Passagiere aber zunächst eine Ausnahme. Die Länderbahnen überboten sich hinsichtlich des Designs der Schiffe und deren Interieur, das teilweise von führenden Jugendstil-Architekten so luxuriös gestaltet wurde, dass manche bei offiziellen Staatsbesuchen eingesetzt wurden. Auffällig waren die großen Wappen aus Bronze, welche die Radkästen schmückten. Selbst die Anordnung und Form der Salonfenster waren oft landesspezifisch. Der Vorsteven war gerade und schmucklos. Die Bodenseedampfschiffe wurden allmählich auch farblich zur „Weißen Flotte“. Der Erste Weltkrieg setzte dieser Entwicklung durch einen rapiden Rückgang der Fahrgastzahlen ein Ende. Danach war die Blütezeit der Bodenseedampfschiffe vorbei.

### Vierte Epoche ab 1918: Die Dampfschiffe der Deutschen Reichsbahn

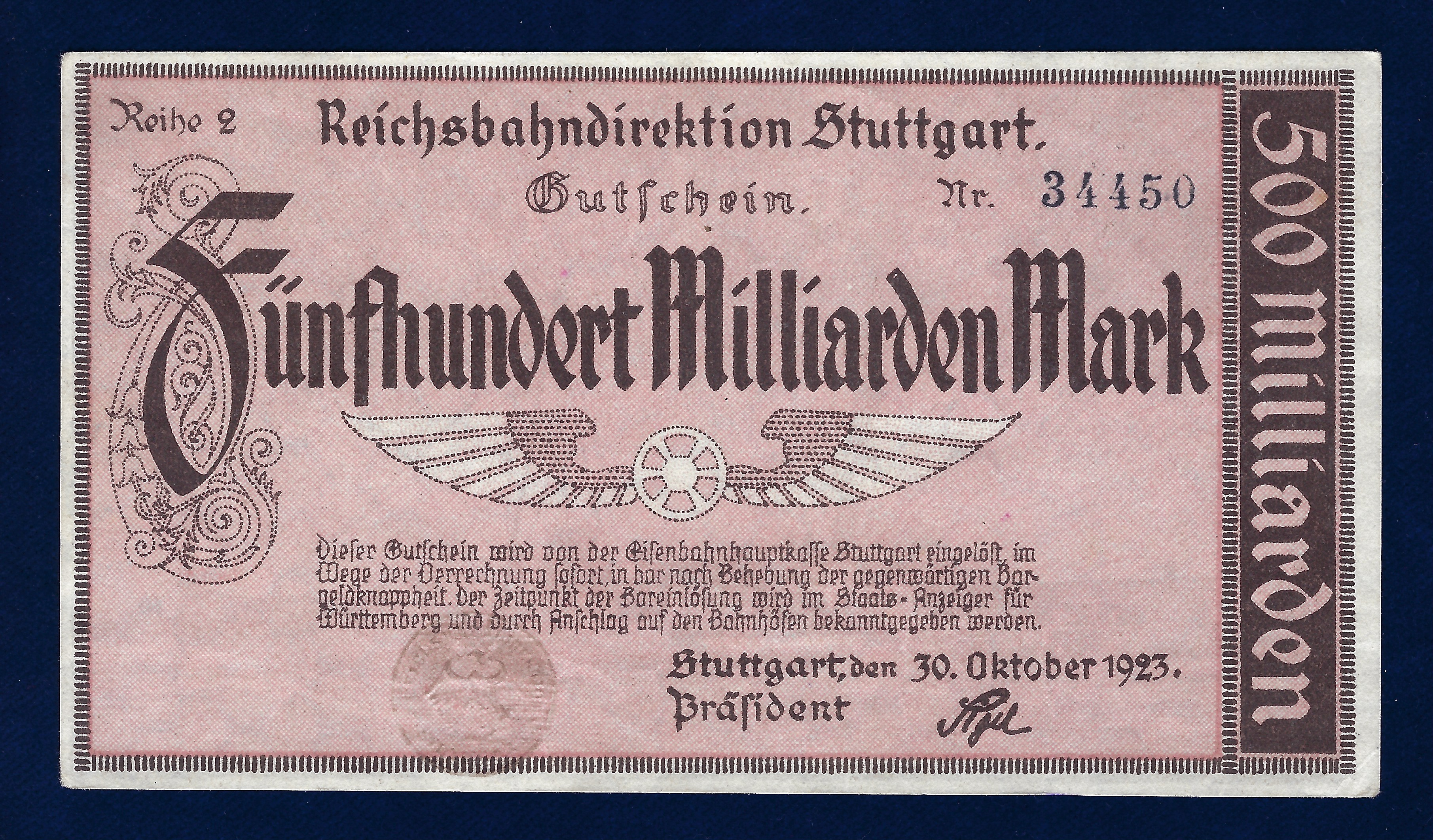
Reichsbahndirektion Stuttgart Banknote 500 Milliarden Mark 1923, Vorderseite

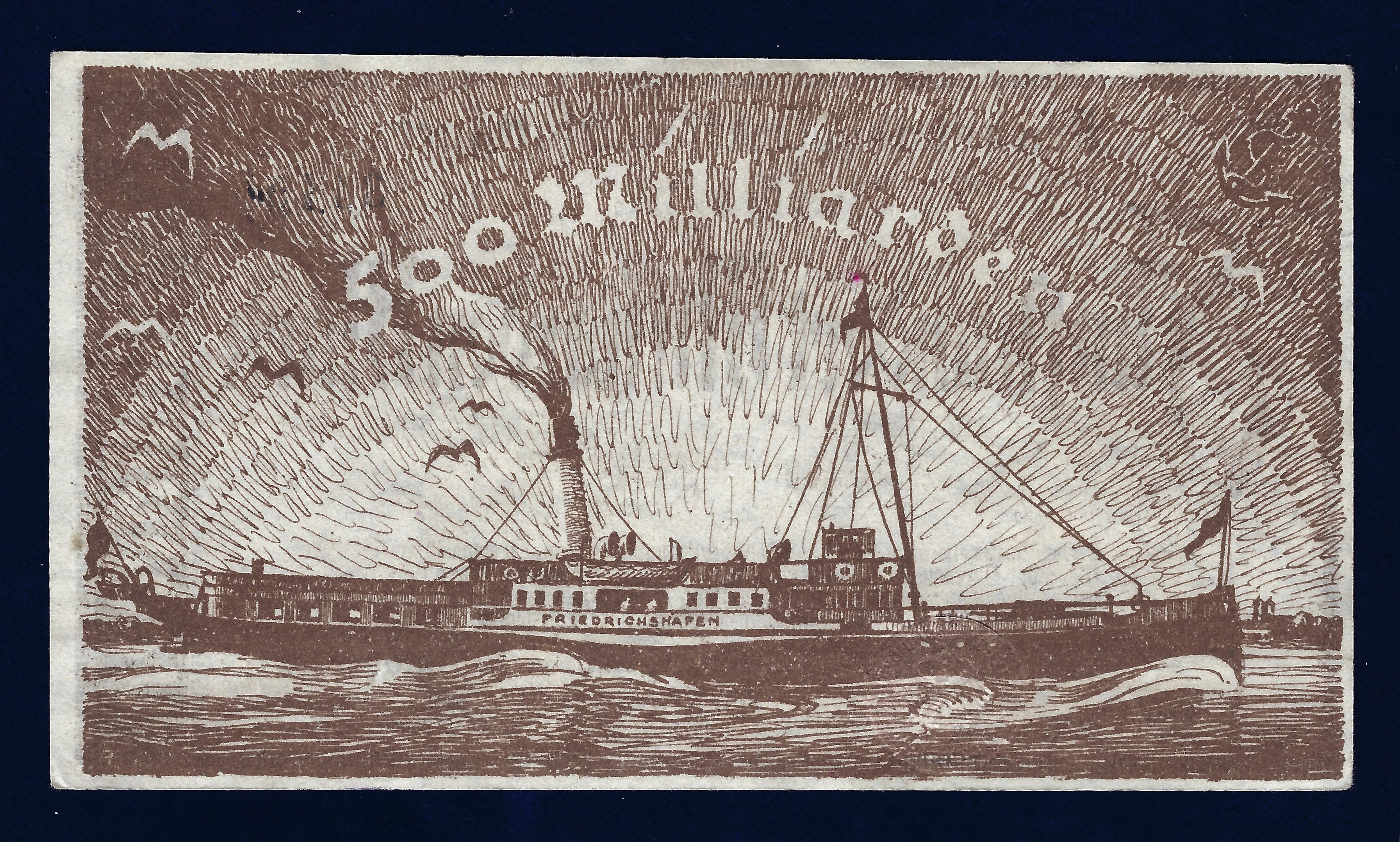
Auf der Rückseite dieses Scheines das Dampfschiff Friedrichshafen II. Sie wurde von den Königlich Württembergischen Staats-Eisenbahnen 1909 in Dienst gestellt und fiel 1944 einem Fliegerangriff der Royal Air Force zum Opfer.

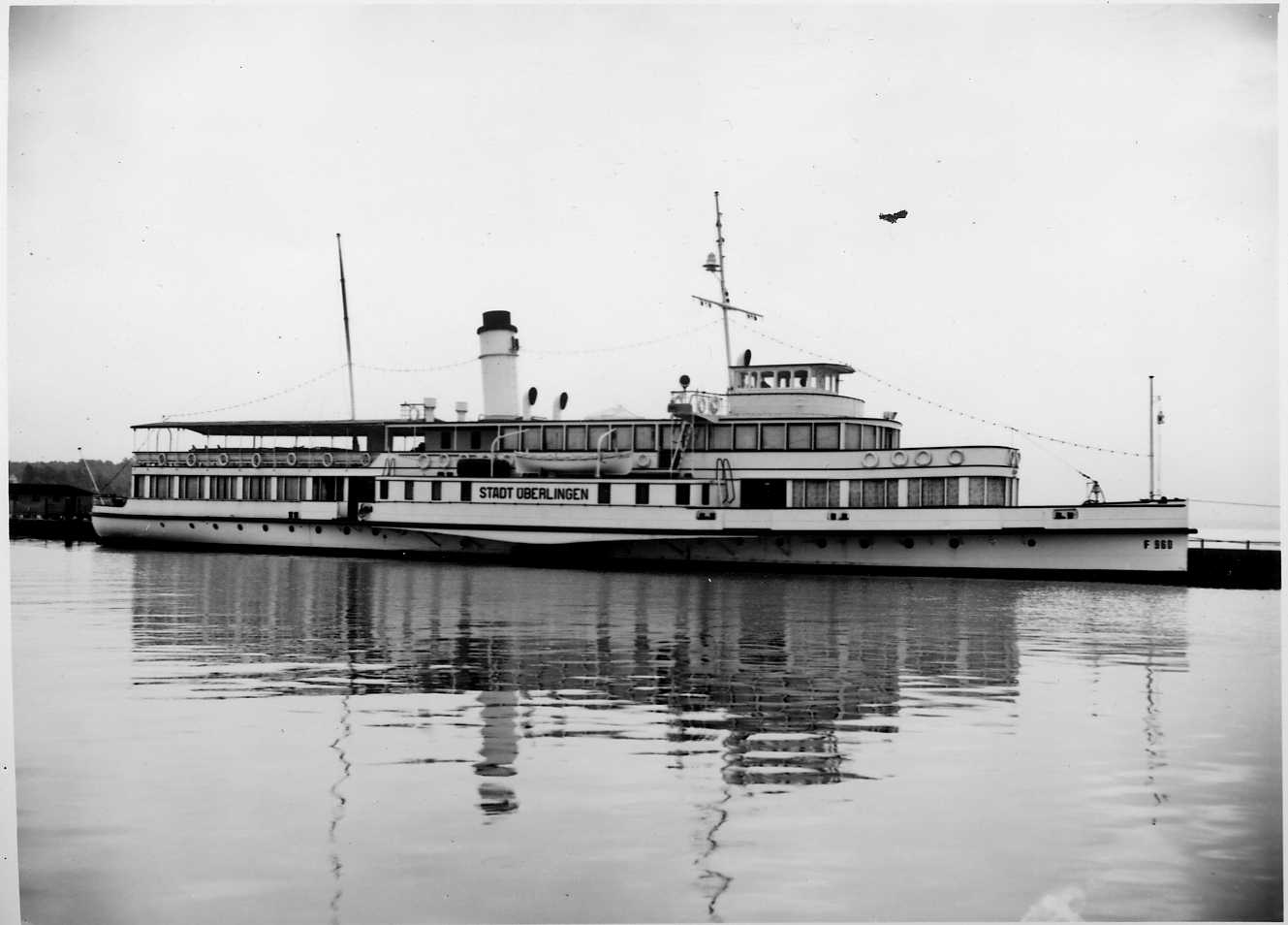
Die Stadt Überlingen war das größte, schnellste und zuletzt gebaute Dampfschiff auf dem Bodensee

Nach dem Ende der Monarchie wurden 1919 außer in Württemberg die monarchistischen Namen meist gegen Städtenamen ausgetauscht. Am 1. April 1920 gingen die 18 Schiffe der Länderbahnen in den Besitz der Deutschen Reichsbahn über, Landesflaggen und Schornsteinmarkierungen wurden durch nationale ersetzt. Die Verwaltung der Bodenseeschifffahrt blieb auch nach der Übernahme bei den Direktionen in Karlsruhe, Stuttgart und Augsburg.
Bald machte der sprunghafte Anstieg des Tourismus eine Flottenvergrößerung notwendig, doch wurde neben zahlreichen Motorschiffen nur noch ein Dampfschiff 1929 neu gebaut. Fast alle anderen wurden einheitlich umgebaut. Um die Kapazität zu erhöhen, entstand ein neuer geräumiger Salonaufbau auf dem jetzt frachtfreien Vorschiff, darüber ein kleinerer Salon mit verlängertem Promenadendeck. Das Steuerhaus wurde entsprechend höher gesetzt. Dadurch veränderte sich das Aussehen erheblich: Aus zierlich anmutenden Dampfbooten wurden stattliche Zweideck-Dampfschiffe. Im Inneren wurden die Jugendstilverzierungen als „altmodisch“ entfernt. Alle Schiffe waren weiß, nur die Farbe des Schornsteins variierte anfangs noch.
1933 beheimateten die Häfen Lindau, Friedrichshafen, Konstanz und Radolfzell insgesamt 31 Schiffe. Mit dem Anschluss Österreichs im Jahre 1938 wurden die Schiffe des Nachbarlandes ebenfalls der Reichsbahn unterstellt und mit schwarz-weiß-roten Schornsteinringen versehen.
Im Zweiten Weltkrieg wurden die schmückenden Wappen aus Bronze von den Radkästen entfernt und eingeschmolzen. Ein grau-blauer Tarnanstrich sollte ab 1943 die Dampfschiffe der Reichsbahn vor Fliegerangriffen schützen. Nach Kriegsende trugen die Schiffe über der Ankerklüse am Bug eine Registriernummer der französischen Besatzungsmacht und führten zuerst die französische „Tricolore“, ab 1949 die Flagge „Cäsar“. Sie entspricht der Flagge „Charlie“ im aktuellen Flaggenalphabet. Der Tarnanstrich wurde bis zum Ende der 1940er Jahre wieder entfernt.

### Fünfte Epoche ab 1952: Das Ende der Bodenseedampfschifffahrt

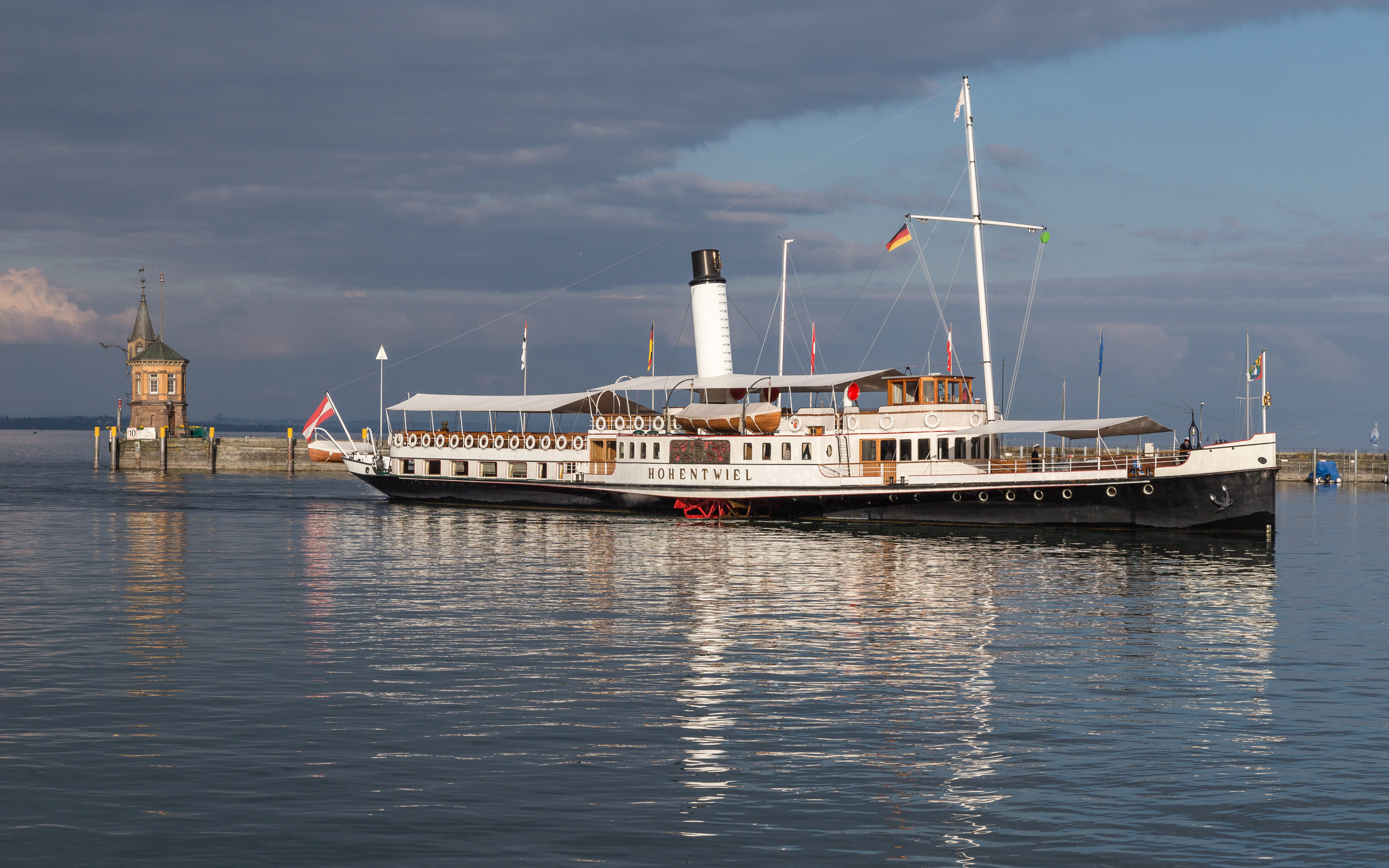
DS "Hohentwiel" in Konstanz

1952 übernahm die Deutsche Bundesbahn die Rechtsnachfolge der Deutschen Reichsbahn und somit auch die deutschen Bodenseedampfschiffe, jetzt wieder ohne Registriernummer aber ab 1957 zusätzlich mit dem DB-Reederei-Logo in schwarz-rot-gold. Im Jahre 1962 zentralisierte die Deutsche Bundesbahn die Verwaltung der Bodenseeschifffahrt in Karlsruhe.
In der letzten Epoche der Bodenseedampfschiffe änderte sich deren Aussehen kaum noch. Spektakuläre Auftritte hatten die Raddampfer bei der Wettfahrt Blaues Band des Bodensees und als über die Toppen beleuchtete Zuschauerschiffe bei den Seefeuerwerken. In den Jahren von 1958 bis 1967 wurden alle Bodenseedampfschiffe – sieben deutsche, drei schweizerische und ein österreichisches – ausgemustert. Nur die aufwändig restaurierte Hohentwiel mit dem neuen Heimathafen Hard erlaubt es als schwimmendes Museum, dass man sich heute noch ein reales Bild vom Aussehen der Bodenseedampfschiffe vor hundert Jahren machen kann, da die Umbauten der 1930er Jahre wieder entfernt wurden.

## Technische Entwicklung der Dampfschiffe
Da die Entwicklung auf den Bodensee durch den damals schon globalen technischen Fortschritt stark beeinflusst wurde, zeigt die folgende Übersicht nur die für den Bodensee typischen Daten der Seitenraddampfer.

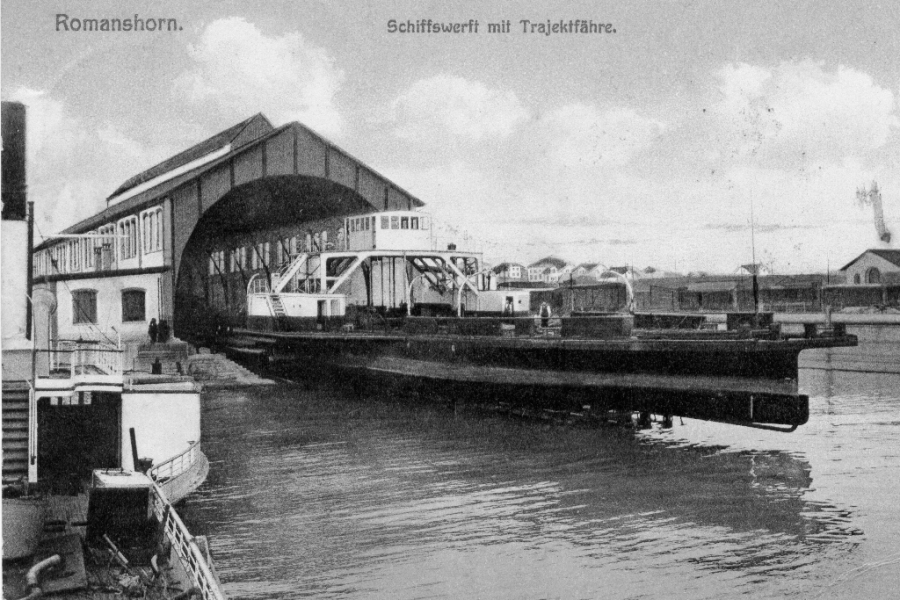
Schiffswerft Romanshorn mit Dampftrajekt II

### Bauwerften
Fünf Dampfschiffe der ersten Epoche wurden von englischen Werften bezogen. Danach baute Escher, Wyss & Cie. in Zürich den größten Teil der Schiffe für alle Schiffsbetriebe. Erst gegen Ende des 19. Jahrhunderts zogen einige Länderbahnen Hersteller ihrer Region vor: Württemberg die Maschinenfabrik Esslingen und G. Kuhn in Stuttgart, Bayern die Maschinenfabrik J. A. Maffei in München, Schweiz die Maschinenfabrik Gebrüder Sulzer in Winterthur und Österreich die Österreichische Schiffswerften AG in Linz. Die Schiffe wurden von ihnen vorgefertigt, wieder demontiert und mit Pferdefuhrwerken oder der Eisenbahn zur Werft des Heimathafens transportiert. Dort fand die Endmontage statt.

### Schiffsrumpf

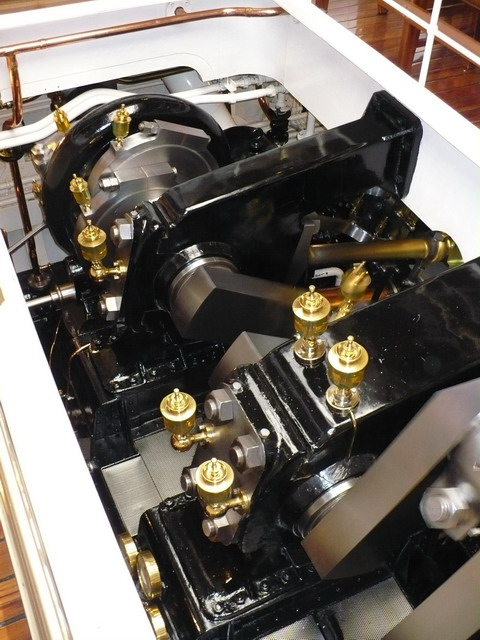
Offene Kurbelwelle der Zweizylinder-Heißdampf-Verbundmaschine der Hohentwiel

Nur die ersten vier Schiffe hatten „Schalen“ aus (Eichen-)Holz, die nach wenigen Jahren infolge der starken Erschütterungen durch die Dampfmaschine unbrauchbar wurden. Deshalb hatten alle folgenden Schiffe eine Eisenschale. Anfang der 1930er Jahre erhielten die meisten der damaligen Dampfschiffe seitliche Stabilitätswulste zur Verbesserung des Auftriebs. Die Länge über Alles erhöhte sich von 30,20 m beim ersten Schiff auf 60,60 m beim letzten.

### Dampfmaschine und Dampfkessel
Dampfmaschinen in der chronologischen Reihenfolge ihrer Verwendung ab 1824:
- Einzylindrige Niederdruck-Balanciermaschine, Kofferkessel mit Holzfeuerung.
- Zweizylindrige Niederdruck-Balanciermaschine, ein oder zwei Kofferkessel mit Holzfeuerung.
- Niederdruckmaschine mit oszillierenden Zylindern, Kofferkessel mit Holzfeuerung.
- Niederdruckmaschine mit oszillierenden Zylindern, ein oder zwei Rohrkessel mit Holzfeuerung.
- Niederdruckmaschine mit oszillierenden Zylindern, Kofferkessel mit Kohlefeuerung.
- Woolfsche Zwillingsmaschine mit zwei schrägliegenden Zylindern, zwei Flammrohrkessel mit Umkehrkammer.
- Verbunddampfmaschine mit zwei schrägliegenden Zylindern.
- Schrägliegende Zweizylinder-Nassdampfverbundmaschine.
- Schrägliegende Zweizylinder-Expansionsmaschine, Flammrohrkessel mit Umkehrkammer.
- Vertikale Zweizylinder-Nassdampfverbundmaschine, Flammrohrkessel mit Umkehrkammer.
- Schrägliegende Dreizylinder-Nassdampfexpansionsmaschine.
- Schrägliegende Dreizylinder-Heißdampfexpansionsmaschine.
- Zweizylinder-Heißdampf-Verbundanlage mit Ventilsteuerung.

1952 wurden drei Schiffe von Kohle- auf Schwerölfeuerung umgestellt. Die Hohentwiel wird heute mit schwefelarmen extraleichtem Heizöl befeuert.

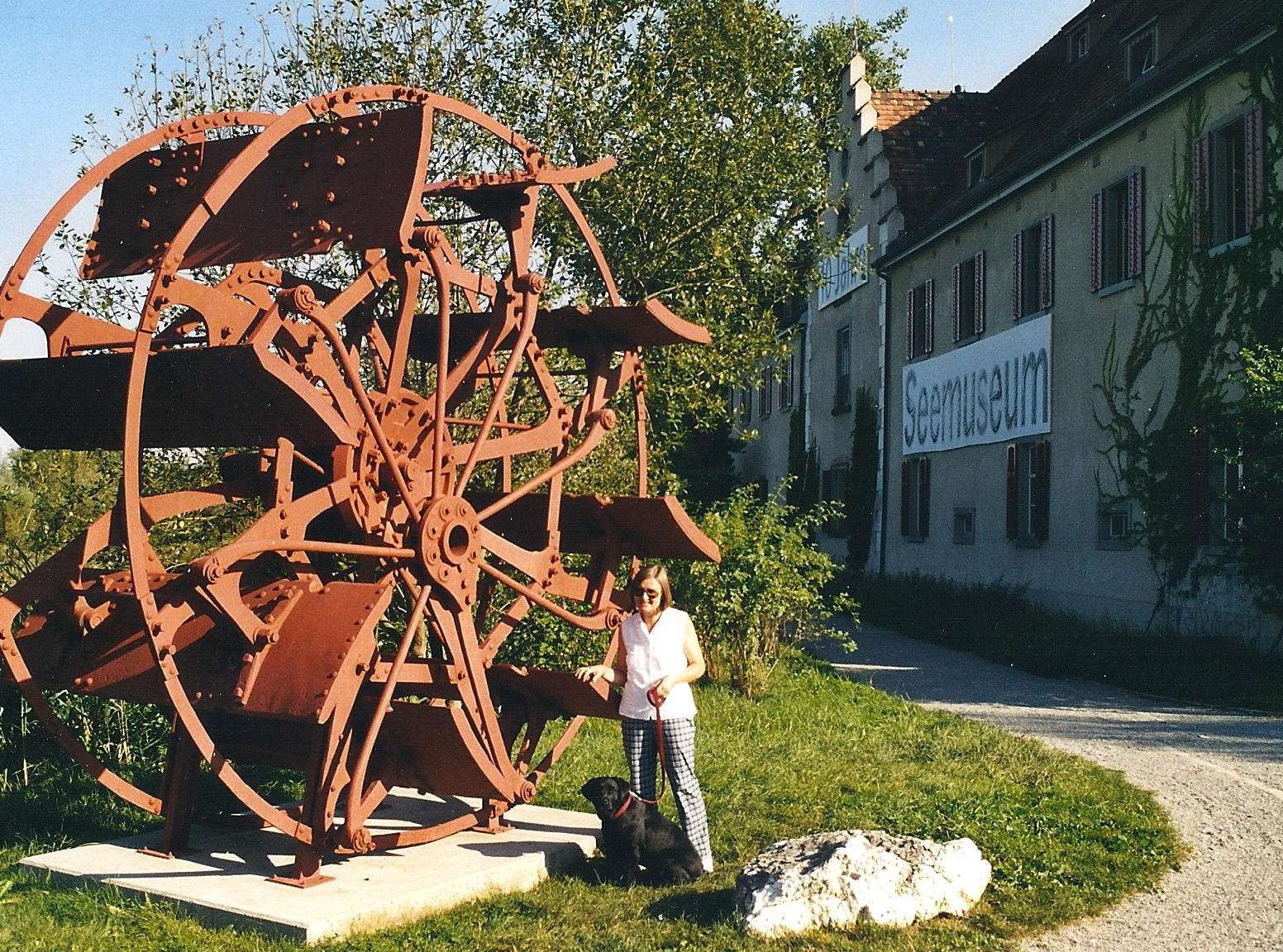
Bei diesem Schaufelrad sind die acht Schaufeln mit unterschiedlichen Neigungswinkeln und das Gestänge des Exzenters gut sichtbar. Standort: Seemuseum Kreuzlingen

### Schaufelrad der Dampfschiffe mit Seitenradantrieb
Die Wilhelm hatte noch zwei Schaufelräder mit zwölf flachen Holzschaufeln ohne Exzenter. Die späteren Schiffe hatten ebenfalls Holzschaufeln unterschiedlicher Anzahl, aber mit Exzenter zur optimalen Verstellung des Neigungswinkels der Schaufeln beim Eintauchen ins Wasser. Erst spät verwendete man Eisenschaufeln.

### Leistung und Geschwindigkeit
Die Leistung der Dampfmaschine erhöhte sich von 20 PSn der Wilhelm auf 960 PSi der Stadt Überlingen. Entsprechend erhöhte sich die maximale Geschwindigkeit von 5,7 kn (10,5 km/h) auf 16,4 kn (30,3 km/h).

### Schraubendampfer
Mit dem Antrieb über eine Schiffsschraube fährt das als Passagierschiff für 14 Personen zugelassene Dampfboot Felicitas vom Heimathafen Wasserburg im Ausflugsverkehr überwiegend im nordöstlichen Seeanteil (Bj. 1991).